# 巴關 (合一大學)
室利·巴關（Sri Bhagavan，1949年3月日—）  ，本名是Vijay Kumar，又被信眾稱作Kalki Bhagavan，他是一位靈性上師，也是「合一大學」的創辦人；合一大學是一所位於南印度的靈性學校。Kalki Bhagavan此一聖名源於傳統印度教信仰。Kalki譯為迦樂季，是毗濕奴第十個也是最後一個化身之名，形象為騎著一匹白馬、手中揮舞著寶劍，根據印度教神話，迦樂季會在白鐵紀元的末期騎著白馬降臨人間，掃蕩世上一切的不潔。Bhagavan譯為巴關、巴觀或薄伽梵，意指神聖（的父親）。Vijay Kumar曾在1989年聲稱自己是迦樂季，雖然他現在不太使用這個聖名了。

## 早年（1949 - 1983年）

### 家世
1949年三月7日，室利·巴關誕生於坦米爾納德邦韋洛爾區古迪耶塔姆鎮的Natham村，本名Vijay Kumar，他的生父母是Smt. Vaidarbhi Amma和Sri Varadarajulu。
巴關的父親是印度鐵路公司會計部的部長，他的母親是村中一名樸實婦女。
1955年，巴關6歲那年他們舉家搬到清奈。

### 教育背景
室利·巴關高中唸的是清奈的Don Bosco高級中學。大學也在清奈就讀，畢業於DG Vaishnav學院數學系。

### 婚姻
1977年六月9日，室利·巴關和Smt. Padmavathi完婚。依印度昔時民風，婚姻乃父母之命，這樁婚姻也不例外，兩人便在家族長輩的安排下結為夫妻。身為巴關的妻子，Padmavathi也很有靈性，他倆的學生都稱呼她阿瑪（Amma）。阿瑪在協助巴關創建靈性組織－合一大學的過程中扮演了積極介入的腳色。 

## Jeevashram學校（1984 - 1994年）
Jeevashram學校為巴關1984年七月創建於安得拉邦奇特托奧爾區的一所另類教育學校，在印度慈善家Hari Khoday的援助下租得所需校地。身為校長，巴關致力於營造一個能讓孩童真正盛放、發掘自我的環境。初期計有180個住宿生和200個住在鄰近村莊的非住宿生。就是這間學校令巴關的靈性志業起步的。1989年夏天，一名學生向師長報告發生在他身上的神祕經驗，他感受到一股神聖靜默的氛圍。很快地，越來越多的學生也做出了類似的報告，然後他們又將自己經驗到的東西傳給下一個人。孩子們說他們看到了各式各樣的神，還能跟他們的內在之神溝通。根據巴關事後的解釋，孩子們觸及到他們的內在大我(Antaryamin)，那是住在你心中的內在嚮導，能將所有的存在形式導引至更大的真理。1991年，巴關決定關掉學校，準備為更大的社群提供靈性服務。幾年後，原中學的高年級生都畢業了，剩下的學生也轉到其他學校之後，該校正式在1994年關閉。

## 對外靈性活動（1991年至今）
一經決定要關掉Jeevashram學校，發展對外靈性課程的工作便接踵而至。巴關便和一小群教師一起努力。最初是7或21天全程住宿的僻靜工作坊形式，致力於協助參加者如實接納自己以及連結我們內在的神聖自我－內在大我
1992年，第二校區成立，位於清奈市附近的Somangalam。1994年，Jeevashram校區更名為Satyaloka。對外的進階僻靜課程便在這個校區舉行。至1995年為止，巴關的工作坊已在印度各大城市舉行，包括首都新德里。1995年，清奈市舉辦第一屆大型對外盛會，吸引了全印十萬多名學員參與。1999年，開始興建位處印度安得拉邦契托爾區Varadaiahpalem的合一大學。大學距清奈70公里，可從國道5號抵達，就位在通往卡拉哈斯蒂鎮古老神廟的Tirupati路上。2000年，第一校區完工，巴關和他的教師團隊移到該校區。接下來幾年，各校區陸續建成，包括2008年的合一大殿。2004年，啟動第一套國際課程。
布達佩斯社的鄂文·拉胥羅斷言合一經驗和任何人類感官的光覺、色覺和聲覺一樣真實，但卻是透過不同的腦神經處理迴路來傳導。
2009年，來自印度及36個國家的600多名代表，包括一支由Mathadipathi、Peetadhipathi及苦行僧組成的印度隊伍，匯集在巴關的阿施藍參與Vishwa Hindu Parishad國際大會。VHP領袖等知名人物，包括Ashok Singhal、Praveen Togadia、Giriraj Kishore、Omkar Bhave及Vendantam在內，均出席了這場大會。
知名訪客還包括寶來塢影星希爾柏·謝迪、Manisha Koirala、李提克·羅森、Rakesh Roshan、設計師Donna Karan、Deff Leppard、鼓手Rick Allen，及NBA教練帕特·萊利。

2011年他被選入Watkins Mind Body Spirit之列，獲選為當年度最有影響力的靈性領袖之一。

## 合一運動
巴關發起的運動使用了各種名稱，像是黃金紀元基金會、薄伽梵法教、迦樂季法教，以及合一組織。印度媒體也稱之為迦樂季教派。
該運動始於80年代初期，據報截至2008年為止，全球已有超過1千四百萬名信眾，並表示它的使命是「幫所有人創造合一，延續靈性轉化。」它的儀式包括給予滴夏。
合一運動的總部和阿施藍主堂均位處印度安得拉邦的Varadaiahpalem。阿施藍中有合一大殿，建造成本估計有7,500萬美元，據說內有亞洲最大的內部無柱式靜心殿。
2008年啟用時，因人潮過多造成數人被踩死。隨後，印度共產黨率領憤怒的群眾抗議迦樂季·巴關信託的（據聞）冷漠態度才造成這起踩死人意外。
In 2002 the Madras High Court took up a public interest litigation alleging misuse of public funds by various Kalki trusts, and allegations of unaccounted wealth of Sri Bhagavan and his family members. The Madras High Court then rejected this plea for a probe. Later, when the petitioner approached the Supreme Court of India, the Supreme Court upheld the judgement of the Madras High Court and dismissed the petition at the admission level.
In 2007, the Chittoor district Collector retrieved land found to be occupied by Sri Bhagavan's ashram without authorization.
In 2010, the Madras high court restrained private TV channels in Andhra Pradesh and Tamil Nadu from telecasting clippings pertaining to "Kalki Bhagavan" ashram. According to the High Court, the television channels projected persons in a manner that violated the human rights of the persons shown. Then, by the court´s decision - directed to N. K. V. Krishna and some ashram personnel - the party was demanded to file separate affidavits highlighting, explaining, expounding and clarifying the scenes found in the video clippings.
Then, the ashram filed an affidavit confirming that the Dasajis never consumed narcotics or any other of that kind of material. It stated that the clips from a video material (pertained to 2003), were stolen and transmitted without verifying their veracity from the organization, where the Dasajis reached various 
conscious levels while on the occasion they also had forgot their physical presence and danced in bliss while listening to devotional songs.. The affidavit also stated that Mr. Krishna was in no way connected with the spiritual activities of the movement.

## 註記
1. 1 2 3  Ardagh, Arjuna., 2008 & ISBN 1-59179-573-7.
2. ↑  Nadkarni, Vithal. . 經濟時代（英语：The Economic Times）.   [2015-09-14]. （原始内容存档于2019-08-20）. 早自80年代，室利·巴關便和他的配偶室利·阿瑪以安得拉邦契托爾縣一間簡陋校舍起草創設了如今揚名國際的合一大學。
3. ↑  創立人 （页面存档备份，存于）：巴關於1949年三月7日，誕生在坦米爾納德邦的Natham村，父母是Sri Varadarajulu和Smt. Vaidarbhi Amma
4. ↑  Varughese, Suma. . 正向生活.合一大學和合一運動發起人巴關 （页面存档备份，存于）
5. 1 2 3 4 5 6 7 8  Ramesh Avadhani：《印度：尋訪阿瑪巴關的合一大殿》。2008年七月13日。(Religioscope出版) （页面存档备份，存于）
6. ↑  Monier Monier-Williams（英语：Monier Monier-Williams）: Sanskrit-English Dictionary: Etymologically and Philologically Arranged with Special Reference to Cognate Indo-European Languages, 1889, reprinted 2003, Nataraj Books, Asian Educational Services, ISBN 81-206-0369-9
7. ↑  梵語字典[永久]
8. 1 2 3  . Indiatoday.intoday.in. 2004-12-13  [2013-06-02]. （原始内容存档于2015-12-08）.
9. 1 2 3 4 5 6 7 8 9  Ardagh 2008.
10. ↑  Ardagh, Arjuna, 2008 & ISBN 1-59179-573-7.
11. 1 2  譯按：Jeev （页面存档备份，存于）意指具有不朽本質、靈魂的肉體生命。ashram （页面存档备份，存于） (音譯為阿斯蘭、阿施藍) 是印度教的修院、道場。Jeev、ashram兩個字合在一起或可粗譯為「靈魂修道院」。
12. ↑  Varughese, Suma. . Life Positive.這套課程繞著「自我接納」主題發展。聽起來就像是吉杜·克里希那穆提或艾克哈特·托勒，她讓我們練習'sweekariyat'，一開始也是自我接納。我們被迫向內審視、如實接納一切。她指出受苦的根源是拒絕接納我們不承認的自我面向、但卻認同了我們建構的假我。她強調「經驗」此時此刻的重要性，停止抗拒它。巴關說：「看見就是『法』的關鍵。假如心中升起了嫉妒，你必須學著去看見它。看見便能自由了。」http://lifepositive.com/the-school-for-enlightenment/ （页面存档备份，存于）
13. 1 2 3  Varughese, Suma. . Life Positive.「巴關說：『人的頭腦就像是將人神隔開的一堵牆。滴夏（英语：Diksha）（合一靈能）的電流能在這道牆上打一個洞。一旦成功了，人、神便能同心協力。』...關鍵是與神培養親密關係的重要性，非基於恐懼或敬畏、而是友誼。神是你無上的朋友，我們卻被迫與神爭執、起衝突、驅迫祂聽到我們的禱告，就像我們對真正的朋友那樣。我發現和神做朋友這個想法很吸引人，出於無價值感，我們太常讓自己遠離聖神了。」http://lifepositive.com/the-school-for-enlightenment/ （页面存档备份，存于）
14. ↑  Avadhani, Ramesh. . Religiscope.。大殿位於印度安得拉邦，為亞洲最大的內部無柱式靜心堂，能容納八千人。大殿是什麼？合一運動又是什麼？那邊到底在做什麼？印度記者Ramesh Avadhani近日參訪該地。在後續文件報導中，他娓娓道出自身經歷。http://religion.info/english/documents/article_388.shtml#.UU8c8Bn652E （页面存档备份，存于）
15. ↑  Nadkarni, Vithal. . Economic Times. http://economictimes.indiatimes.com/opinion/oneness-to-the-rescue-of-a-world-in-peril/articleshow/2732690.cms （页面存档备份，存于）
16. 1 2  ashram（英语：ashram）音譯為阿施藍或阿斯蘭，意指印度教的修院、道場。
17. ↑  Correspondent, Special. . The Hindu. 2009-01-02.  （页面存档备份，存于）
18. ↑  VHP譴責恐怖主義 (The Hindu) （页面存档备份，存于）
19. ↑  .   [2015-12-07]. （原始内容存档于2014-07-03）.
20. ↑  .   [2015-12-07]. （原始内容存档于2013-12-31）.
21. ↑  .   [2015-12-07]. （原始内容存档于2015-12-10）.
22. ↑  .   [2015-12-07]. （原始内容存档于2013-06-29）.
23. ↑  TNN. . The Times of India. 2008-06-08. 「阿瑪巴關在清奈設立的合一大學吸引了設計師Donna Karan、Def Leppard、音樂家Rick Allen（英语：Rick Allen），及NBA教練帕特·萊利等國際名人」「 （页面存档备份，存于）」
24. ↑  Watkins Books. . Watkins Review: Mind Body Spirit 1893 UK London (Watkins Books).   [2015-12-07]. （原始内容存档于2014-07-20）.
25. 1 2  Special Correspondent. . The Hindu. 2008-04-26. Kalki, Amma Bhagavan cut-outs set on fire （页面存档备份，存于）
26. 1 2  TNN. . Economic Times. 2008-02-02.(economictimes.com) （页面存档备份，存于）
27. ↑  Chittoor有5人被踩死、40人輕重傷 - 《印度快報》 Archive.today的存檔，存档日期2013-06-29
28. ↑  India Today Kalki Bhagwan controversy: Tamil Nadu-based godman encounters spate of accusations （页面存档备份，存于） Arun Ram Monday, June 17, 2002
29. ↑  Correspondent, Legal. . The Hindu. 2004-02-03.  （页面存档备份，存于）. "
30. ↑  Special Correspondent. . The Hindu. 2007-11-02.  （页面存档备份，存于） Special Correspondent Nov 2, 2007
31. 1 2 3  Madras HC restrains channels from showing clippings of 'Kalki Bhagwan'. Wednesday, Mar 24, 2010, 21:14 IST PTI(via dnaindia)
32. 1 2 3  . The Hindu. 2010-04-23  [2013-06-02]. （原始内容存档于2010-08-12）.
33. ↑  譯按：「吉」（ji）是印度的名末敬語，通常用於值得尊敬的人，相當中文的先生、君
34. ↑  譯按：印度教對於天地宇宙的微縮概念圖，可類比中國的「陰陽八卦圖」，常見於合一大學、聖殿的內部裝飾。

## 外部連結
- 阿瑪巴關 （页面存档备份，存于）
- 覺醒時刻 ：巴觀的合一祝福 （页面存档备份，存于）